# لولینگ (تگزاس)
لولینگ، تگزاس (به انگلیسی: Luling, Texas) یک شهر در ایالات متحده آمریکا با جمعیت ۵٬۴۵۸ نفر است که در Guadalupe County واقع شده‌است.

## موقعیت جغرافیایی
موقعیت جغرافیایی شهرها و مناطق اطراف به شرح زیر است: